# Karolína Kaiserová
Karolína Kaiserová (* 25. března 1983 Praha) je česká herečka.

## Život
Studovala na Pražské konzervatoři.

## Filmografie
- 1994 Andělské oči – houslistka Růženka Pivoňková
- 2002 Na psí knížku – sestřička Eva
- 2003 Duše jako kaviár – Anna
- 2004 Non plus ultras – Iva
- 2005 Zlá minuta – Jiřina
- 2010 Dešťová víla – Anna
- 2022 Vánoční příběh – kolegyně Diany